# Acuerdo de Santa Fe de Ralito
No confundir con Pacto de Ralito
El Acuerdo de Santa Fe de Ralito es un documento suscrito el 15 de julio de 2003 por el Gobierno Nacional de Colombia, representado por Luis Carlos Restrepo, alto comisionado para la paz y las Autodefensas Unidas de Colombia (AUC). En dicho acuerdo, el gobierno y las AUC acordaron "dar inicio a una etapa de negociación", teniendo "como propósito de este proceso el logro de la paz nacional, a través del fortalecimiento de la gobernabilidad democrática y el restablecimiento del monopolio de la fuerza en manos del estado".
El acuerdo fue firmado en el corregimiento Santa Fe de Ralito, municipio de Tierralta (Córdoba), uno de los lugares de concentración de las AUC.
Después de este acuerdo se dispararon las tensiones entre jefes paramilitares, incluso atentados y enfrentamientos, por el control político y militar sobre regiones estratégicas antes de las desmovilizaciones.